# Grand Prix de Villers-Cotterêts
Il Grand Prix de Villers-Cotterêts (it. Gran Premio di Villers-Cotterêts) era una corsa in linea maschile di ciclismo su strada che si svolse nel comune piccardo di Villers-Cotterêts, in Francia, dal 1998 al 2007 nel mese di maggio. Fondata nel 1998, nel 2000 fu inserita nel programma della Coppa di Francia e dal 2005 ha fatto parte del circuito UCI Europe Tour, classe 1.1.

## Albo d'oro
Aggiornato all'edizione 2006.
| Anno | Vincitore             | Secondo             | Terzo             |
| ---- | --------------------- | ------------------- | ----------------- |
| 1998 | Jaan Kirsipuu         | Vjačeslav Džavanjan | Berry Hoedemakers |
| 1999 | Cyril Saugrain        | Jakob Piil          | Ludovic Capelle   |
| 2000 | Damien Nazon          | Wim Omloop          | Wim Vansevenant   |
| 2001 | Laurent Brochard      | Stuart O'Grady      | Pascal Chanteur   |
| 2002 | Laurent Lefèvre       | Nicolas Vogondy     | Kurt Asle Arvesen |
| 2003 | Julian Winn           | Emmanuel Magnien    | Jimmy Casper      |
| 2004 | Stuart O'Grady        | Geert Omloop        | Baden Cooke       |
| 2005 | Bradley McGee         | Samuel Plouhinec    | John Gadret       |
| 2006 | Émilien-Benoît Bergès | Dmitrij Murav'ëv    | Jonas Ljungblad   |